# Mount Insel
Mount Insel ist ein 1200 m hoher Berg im ostantarktischen Viktorialand. Er ist die höchste Erhebung der Insel Range.
Teilnehmer einer von 1958 bis 1959 durchgeführten Kampagne der neuseeländischen Victoria University’s Antarctic Expeditions benannten ihn in Anlehnung an die Benennung der Insel Range.